# Donna Leon (serie televisiva)
Donna Leon è una serie televisiva tedesca prodotta dal 2000 al 2019 da ARD e trasmessa dal canale Das Erste. La serie è tratta dai romanzi di Donna Leon e racconta le vicende di Guido Brunetti, commissario di polizia a Venezia.
La serie è girata a Venezia con un cast interamente composto di attori di lingua tedesca. L'ordine dei romanzi non è rispettato. Le prime due puntate sono state dirette da Christian von Castelberg, ma dalla terza in poi il regista è Sigi Rothemund.

## Episodi
| Numero | Titolo                                         | Prima TV         | Romanzo corrispondente |
| ------ | ---------------------------------------------- | ---------------- | ---------------------- |
| 01     | Donna Leon – Vendetta                          | 12 ottobre 2000  | 04 - febbraio 1997     |
| 02     | Donna Leon – Venezianische Scharade            | 16 ottobre 2000  | 03 - ottobre 1997      |
| 03     | Donna Leon – In Sachen Signora Brunetti        | 10 ottobre 2002  | 08 - giugno 2000       |
| 04     | Donna Leon – Nobiltà                           | 17 ottobre 2002  | 07 - luglio 1999       |
| 05     | Donna Leon – Venezianisches Finale             | 23 ottobre 2003  | 01 - maggio 1995       |
| 06     | Donna Leon – Feine Freunde                     | 31 ottobre 2003  | 09 - dicembre 2002     |
| 07     | Donna Leon – Sanft entschlafen                 | 28 ottobre 2004  | 06 - febbraio 2000     |
| 08     | Donna Leon – Acqua Alta                        | 11 novembre 2004 | 05 - marzo 1999        |
| 09     | Donna Leon – Beweise, daß es böse ist          | 13 ottobre 2005  | 13 - giugno 2005       |
| 10     | Donna Leon – Verschwiegene Kanäle              | 10 novembre 2005 | 12 - maggio 2004       |
| 11     | Donna Leon – Endstation Venedig                | 19 ottobre 2006  | 02 - novembre 1996     |
| 12     | Donna Leon – Das Gesetz der Lagune             | 2 novembre 2006  | 10 - maggio 2002       |
| 13     | Donna Leon – Die dunkle Stunde der Serenissima | 15 maggio 2008   | 11 - novembre 2004     |
| 14     | Donna Leon – Blutige Steine                    | 22 maggio 2008   | 14 - ottobre 2007      |
| 15     | Donna Leon – Wie durch ein dunkles Glas        | 22 ottobre 2009  | 15 - ottobre 2008      |
| 16     | Donna Leon – Lasset die Kinder zu mir kommen   | 7 ottobre 2010   | 16 - giugno 2008       |
| 17     | Donna Leon – Das Mädchen seiner Träume         | 28 aprile 2011   | 17 - giugno 2009       |
| 18     | Donna Leon – Schöner Schein                    | 14 aprile 2012   | 18 - giugno 2009       |
| 19     | Donna Leon - Auf Treu und Glauben              | 11 maggio 2013   | 19 - giugno 2010       |
| 20     | Donna Leon - Reiches Erbe                      | 1 maggio 2014    | 20 - giugno 2011       |
| 21     | Donna Leon - Tierische Profite                 | 23 aprile 2015   | 21 - giugno 2012       |
| 22     | Donna Leon - Das goldene Ei                    | 31 marzo 2016    | 22 - giugno 2013       |
| 23     | Donna Leon - Tod zwischen den Zeilen           | 13 aprile 2017   | 23 - giugno 2014       |
| 24     | Donna Leon - Endlich mein                      | 29 marzo 2018    | 24 - giugno 2015       |
| 25     | Donna Leon - Ewige Jugend                      | 18 aprile 2019   | 25 - giugno 2016       |
| 26     | Donna Leon - Stille Wasser                     | 25 dicembre 2019 | 26 - giugno 2017       |
|        |                                                |                  |                        |